# Adeni Women´s Club
Adeni Women´s Club var en förening för kvinnors rättigheter i Jemen, grundad 1943. Det var den första kvinnoorganisationen, och början av kvinnorörelsen, i Jemen. 
Under 1930- och 40-talen utvecklades ett västerländskt föreningsväsen bland män i Aden, men kvinnor hade svårt att delta i detta då de enligt sed levde isolerade i purdah. Adeni Women´s Club öppnades av de brittiska kolonialmyndigheterna under British Council i ett försök att engagera jemenitiska kvinnor, som vid denna tid levde i harem. Klubben gav lektioner i engelska, handarbete, visade engelska filmer och arrangerade tepartyn. Det var dock bara några få jemenitiska kvinnor som av sina familjer tilläts delta, och i början bestod de flesta av européer, indiskor och iranska kvinnor i Aden, varav de sista beskrivs som de enda kvinnor vid denna tid som visade sig utomhus utan slöja. Pionjärerna bland jemenitiska kvinnor var Fatima Fikri, Ruqaya Muhammad Nasir och Nabiha Hasan Ali. 
Klubben stängdes samtidigt som British Council 1951, men öppnades året därpå under ordförandeskap av Mrs. W.A.C Goode. Vid denna tid hade fler jemenitiska kvinnor blivit medlemmar och började överta klubben. 1954 genomdrevs en reform där medlemmarna själva valde ordförande: jemenitiskan Nabiha Hasan Ali blev vald, varpå de flesta icke jemenitiska kvinnor lämnade klubben.  
Adeni Women´s Club var den första föreningen i Jemen där kvinnor började engagera sig politiskt och driva feministiska frågor. Klubben arrangerade samtal med imamer och manliga intellektuella för att diskutera kvinnofrågor, förespråkade utbildning och möjlighet till arbete för kvinnor och gav råd till kvinnor. När Israel grundades 1948 engagerade sig klubben för palestinierna, som det då fanns en stark kampanj för i Jemen. Under 1950-talet höll klubben regelbundet föreläsningar och pjäser som förespråkade frigörelse från britterna. 1955 engagerade sig många medlemmar i United Liberation Fronts bojkott av parlamentet och dess val.  
Bland dess omtalade medlemmar fanns Radhia Ihsan. Vid denna tid levde kvinnor i Jemen fortsatt i purdah, isolerade i harem eller i slöjor när de rörde sig utanför haremen. När kvinnor 1956 förvägrades delta i den egyptiska sångaren Farid al-Atrash i Aden, organiserade klubben under Radhia Ihsan en demonstration mot slöjan och den könssegregation den representerade. Sex kvinnor gick till fots utan slöja - fyra av dem även utan hijab - följda av trettio obeslöjade kvinnor i bil, genom Aden till tidningarna al-Ayyam och Fatat al-jazira, till vilka de gav uttalanden där de fördömde slöjan, som de kallade för ett hinder för kvinnors sociala och offentliga deltagande i samhället.
Efter grundandet av socialiststaten Sydjemen 1967 förbjöds alla kvinnoföreningar utom den statliga General Union of Yemeni Women.